# جزيرة ويك
جزيرة ويك محميّة أمريكية في الوسط الغربي من المحيط الهادئ، وهي محطّة طبيعية لتوقّف السّفن والطائرات التي تعبر المحيط. وتشكل أرضًا مثلثة تتوسطها بحيرة منخفضة المنسوب، كما يتوسطها ثلاث جزر مرجانية هي ويك وبيل ولكس.
تغطي الجزر المرجانية مايقرب من 8كم²، ويبلغ عدد سكانها 300 نسمة، إضافة إلى مرتفعات منعطفة بالجزيرة مساحتها 10كم² تقريبًا.
وتقع ويك على بعد 3,700 كم غرباً من هونولولو، و3,195كم جنوب غربي طوكيو. وليس بالجزيرة مصادر مياه عذبة، وتتكون نباتاتها من أشجار قصيرة وأعشاب.
ويُعتقد أن الإسبانيين الأوائل شاهدوا ويك عندما استكشفوا المحيط الهادئ في أوائل القرن السادس عشر الميلادي وقد رست السفينة البريطانية برنس وليم هنري على الجزيرة في عام 1796م. وفي عام 1841م، تمكّن الملازم تشارلز ويلكز الذي يعمل في حملة الاستكشاف الأمريكية، من القيام بمسح الجزيرة بمساعدة عالم التاريخ الطبيعي تيتيان بيل ولم يجدا أيّ أثر يدلّ على استيطان بالجزيرة من قبل.
وقد صارت جزيرة ويك مقاطعة تابعة وغير مندمجة في الولايات المتحدة عام 1898م، وذلك بسبب وجودها على طريق الكيبل بين سان فرانسيسكو ومانيلا. وأصبحت ويك قاعدة للطيران الجوي في المحيط الهادئ ابتداءً من عام 1935.
وأصبحت جزيرة ويك منطقة دفاع قومية أمريكية عام 1941م. وقد دافعت عن الجزيرة ـ لمدة أسبوعين ـ قوّة أمريكية مكوّنة من 400 جندي بحري و 1,000 مدني ضد الغزو الياباني حتى سقطت في ديسمبر 1941، واستسلمت القوة اليابانية المسيطرة على الجزيرة بنهاية الحرب العالمية الثانية.

## المناخ
يظهر الجدول التالي التغييرات المناخية على مدار السنة لجزيرة ويك:
| البيانات المناخية لـجزيرة ويك     | البيانات المناخية لـجزيرة ويك | البيانات المناخية لـجزيرة ويك | البيانات المناخية لـجزيرة ويك | البيانات المناخية لـجزيرة ويك | البيانات المناخية لـجزيرة ويك | البيانات المناخية لـجزيرة ويك | البيانات المناخية لـجزيرة ويك | البيانات المناخية لـجزيرة ويك | البيانات المناخية لـجزيرة ويك | البيانات المناخية لـجزيرة ويك | البيانات المناخية لـجزيرة ويك | البيانات المناخية لـجزيرة ويك | البيانات المناخية لـجزيرة ويك |
| الشهر                             | يناير                         | فبراير                        | مارس                          | أبريل                         | مايو                          | يونيو                         | يوليو                         | أغسطس                         | سبتمبر                        | أكتوبر                        | نوفمبر                        | ديسمبر                        | المعدل السنوي                 |
| --------------------------------- | ----------------------------- | ----------------------------- | ----------------------------- | ----------------------------- | ----------------------------- | ----------------------------- | ----------------------------- | ----------------------------- | ----------------------------- | ----------------------------- | ----------------------------- | ----------------------------- | ----------------------------- |
| متوسط درجة الحرارة الكبرى °ف (°م) | 82.2 (27.9)                   | 82.0 (27.8)                   | 83.1 (28.4)                   | 83.8 (28.8)                   | 85.6 (29.8)                   | 87.6 (30.9)                   | 88.2 (31.2)                   | 88.2 (31.2)                   | 88.2 (31.2)                   | 87.4 (30.8)                   | 85.5 (29.7)                   | 83.5 (28.6)                   | 85.4 (29.7)                   |
| المتوسط اليومي °ف (°م)            | 77.5 (25.3)                   | 77.4 (25.2)                   | 78.1 (25.6)                   | 78.6 (25.9)                   | 80.4 (26.9)                   | 82.2 (27.9)                   | 82.8 (28.2)                   | 82.8 (28.2)                   | 82.9 (28.3)                   | 82.2 (27.9)                   | 80.8 (27.1)                   | 79.0 (26.1)                   | 80.4 (26.9)                   |
| متوسط درجة الحرارة الصغرى °ف (°م) | 72.7 (22.6)                   | 72.1 (22.3)                   | 72.9 (22.7)                   | 73.4 (23.0)                   | 75.0 (23.9)                   | 76.6 (24.8)                   | 77.4 (25.2)                   | 77.4 (25.2)                   | 77.7 (25.4)                   | 77.2 (25.1)                   | 76.1 (24.5)                   | 74.1 (23.4)                   | 75.2 (24.0)                   |
| الهطول إنش (مم)                   | 1.16 (29)                     | 1.60 (41)                     | 2.23 (57)                     | 2.51 (64)                     | 1.74 (44)                     | 2.29 (58)                     | 4.02 (102)                    | 6.16 (156)                    | 5.07 (129)                    | 4.33 (110)                    | 2.79 (71)                     | 1.78 (45)                     | 35.68 (906)                   |
| المصدر: climatemps                |                               |                               |                               |                               |                               |                               |                               |                               |                               |                               |                               |                               |                               |

## أعلام
- هنري تي إلرود